# Machhindra Football Club
El Machhindra Football Club es un equipo de Fútbol de Nepal que juega en la Liga de Fútbol de Nepal, la primera división nacional.

## Historia
Fue fundado en el año 1973 en la capital Katmandú, aunque en 2004 pasaron a llamarse Machhindra Bahal Club por razones de patrocinio, y Machhindra Energizer FC en 2006.
Fue hasta el año 2004 que jugó por primera vez en la Liga de Fútbol de Nepal con el sueco Johan Kalin como entrenador, siendo uno de los primeros equipos de Fútbol de Nepal en tener a un entrenador extranjero, además de ser considerado como uno de los entrenadores de Fútbol más capacitados que han dirigido en Nepal.
En la temporada 2019/20 es campeón nacional por primera vez, clasificando por primera vez a un torneo internacional, a la Copa AFC 2022, donde fue eliminado en la ronda preliminar por el Blue Star SC de Sri Lanka jugando de local.

## Palmarés
- Martyr's Memorial A-Division League (2):[10] 2019/20, 2021/22
- KP Oli Cup (1): 2023

## Participación en competiciones de la AFC
| Temporada | Torneo   | Ronda        | Club               | Casa | Visita | Global |
| --------- | -------- | ------------ | ------------------ | ---- | ------ | ------ |
| 2022      | Copa AFC | Preliminar   | Blue Star SC       | 1-2  | 1-2    | 1-2    |
| 2023/24   | Copa AFC | Preliminar 2 | ATK Mohun Bagan FC | 1-3  | 1-3    | 1-3    |